# Ивичестокоремен личинкояд
Ивичестокоремен личинкояд (Coracina striata) е вид птица от семейство Campephagidae.

## Разпространение
Видът е разпространен в Бруней, Индия, Индонезия, Малайзия, Филипините и Тайланд.